# Cintha Boersma
Jacintha Hedwig Jeanne (Cintha) Boersma (Amsterdam, 1 mei 1969) is een Nederlands voormalig volleybalspeelster. Ze is een zus van de beachvolleyballer Emiel Boersma.

## Carrière
Boersma brak door bij Martinus en ging in 1991 in Italië voor Fincres Roma spelen. In 1994 stapte ze over naar Altamura en daarna speelde ze voor Firenze (1996/97). In 1997 ging ze in Brazilië voor Rio de Janeiro Vôlei Clube spelen waarmee ze Braziliaans kampioen werd. In 1998 stopte ze enige tijd met volleybal, maar eind 1999 ging ze voor Napels spelen. In 2001 werd ze assistent-bondscoach van het Nederlands team, maar in het seizoen 2003/04 maakte ze haar rentree in Italië bij Siram Roma.  In 2007 en 2008 was ze met Marrit Leenstra actief in het beachvolleybal. In 2008 moest ze, wegens geldgebrek en het mislopen van de Olympische Spelen, stoppen met deze sport. 
Met het Nederlands team won Boersma in 1995 het Europees kampioenschap volleybal na zilver in 1991. Ze nam deel aan de Olympische Zomerspelen in 1992 (zesde) en 1996 (vijfde). 
Ze speelde 403 interlands en was hiermee zes jaar lang record international.

## Palmares
- 1991:  EK
- 1992: 6e OS
- 1995:  EK
- 1996: 5e OS

Cintha Boersma · Erna Brinkman · Heleen Crielaard · Kirsten Gleis · Aafke Hament · Marjolein de Jong · Vera Koenen · Marrit Leenstra · Irena Machovcak · Linda Moons · Henriëtte Weersing · Sandra Wiegers
Cintha Boersma · Erna Brinkman · Riëtte Fledderus · Jerine Fleurke · Marjolein de Jong · Saskia Kooijmans-van Hintum · Marrit Leenstra · Elles Leferink · Irena Machovcak · Claudia van Thiel · Ingrid Visser · Henriëtte Weersing